# Gunilla Lundgren
Gunilla Elisabet Margareta Lundgren, född 22 september 1942, är en svensk pedagog och författare.

## Biografi
Gunilla Lundgren föddes i Bergslagen, där hennes föräldrar drev ett jordbruk. Senare flyttade familjen till Värmland. Fadern blev där fabriksarbetare och modern arbetade inom hemtjänsten.
Gunilla Lundgren utbildade sig till småskollärare vid seminariet i Karlstad. Som ung var hon även verksam som sjukvårdsbiträde, servitris, städerska, bartender, trädgårdsarbetare, diskare och guide.
När hon arbetade som guide på Mallorca 1967 startade hon en skola för svenska barn där. I brist på andra alternativ hölls lektionerna för de elva eleverna i baren på en nattklubb i Palma. Senare flyttade skolan till Villa Schembri, i stadsdelen El Terreno i Palma.
Under tiden på Mallorca lärde Gunilla Lundgren för första gången känna romer och såg deras rättslöshet. Ett par år senare arbetade hon som speciallärare i en Stockholmsskola. Till hennes klass kom en stor grupp romska barn i åldern sju till fjorton år, nyanlända från getton i Spanien. Lundgren ställdes inför en uppgift som hon inte var förberedd på och som man inte hade undervisat om på lärarseminariet. Hennes inspiratör blev då Paulo Freire, människorättsaktivist i Brasilien. I boken De förtrycktas pedagogik (utgiven på svenska första gången 1972, då under titeln Pedagogik för förtryckta) betonade han vikten av samarbete, gemensamt forskande och gemensamt skrivande. Gunilla Lundgren började skriva en bok tillsammans med sina romska elever. Den kom ut 1972 med titeln Maritza, en zigenarflicka. Sedan dess och fram till 2021 har hon skrivit eller medverkat i cirka 60 böcker. Många av dessa har tillkommit i samarbete med boende i Rinkeby i Stockholm, i flera fall genom de skrivarverkstäder som Lundgren varit handledare för i stadsdelen.
Gunilla Lundgren har även, tillsammans med Kerstin Gidfors, arbetat med skrivprojekt i Sydafrika som lett till böcker och utställningar, bland annat om Nelson Mandela. Hon har också gjort flera filmer.
Projektet Nobel i Rinkeby startades på Gunilla Lundgrens initiativ 1988. I stort sett varje år sedan dess har Nobelpristagare i litteratur kommit till Rinkeby bibliotek för att träffa skolelever och för att ta emot en skrift, skriven och tecknad av eleverna. År 2019 utvidgades projektet till att inkludera elever i Tensta, och samma år knöts även författaren Annelie Drewsen till verksamheten. År 2023 arbetade Gunilla Lundgren sitt sista år som projektledare för Nobel i Rinkeby och Tensta, men hon är fortsatt verksam som författare och samarbetar med skolor i Rinkeby.
Våren 2016 var Gunilla Lundgren initiativtagare till och delaktig i öppnandet av Barnens romska bibliotek (Biblioteca romilor pentru copii) i Bukarest i Rumänien, i samarbete med Arina Stoenescu och Fred Taikon.
Gunilla Lundgren är hedersledamot av Svenska barnboksakademin och har fått flera prestigefyllda priser för sitt arbete, bland annat Gulliverpriset 1994, Nelson Mandela-priset 2012, Stora Feministpriset/Feministiskt Perspektiv 2018, och Expressens Heffaklump 2018. År 2021 nominerades hon till Alma-priset, Litteraturpriset till Astrid Lindgrens minne, en nominering som kvarstod 2022. Hon har två gånger utnämnts till "Årets läsfrämjare" av föreningen En bok för allas vänner, 1999 och 2019. Ur motiveringen 2019: "2019 års läsfrämjandepris tilldelas Gunilla Lundgren för hennes oförtröttliga arbete med att lyfta fram berättelser som behöver höras, fylla dem med liv och ge dem vingar av ord så att de kan spridas över världen." 2019 tilldelades hon även Katarina Taikon-priset för sitt arbete med unga människors berättelser. "Gunilla Lundgren har alltid barnet i centrum och verkar därmed i Katarina Taikons anda. Med stort hjärta och med ett nationsövergripande arbetssätt har Gunilla Lundgren berikat de berättelser och livserfarenheter som unga människor har", står det bland annat i motiveringen. År 2020 belönades hon med Kungliga Sällskapet Pro Patrias guldmedalj i 12:e storleken för medborgerliga förtjänster.
Gunilla Lundgren är bosatt i Stockholm.

## Författarskap
Alltsedan debuten med Maritza, en zigenarflicka 1972 har Gunilla Lungren arbetat som författare i Rinkeby och skrivit många böcker tillsammans med unga och gamla i stadsdelen. Ett par exempel är Rinkeby 163 - världens by (2013), där unga berättar om sina egna liv och drömmar samt intervjuar äldre släktingar, och Rinkeby Världens Torg i 50 år (2021).
Sjutton av hennes böcker är skrivna i samarbete med romer och belyser på olika sätt romers liv och historia. Den senaste bok som tillkommit på detta sätt har titeln Tiggare kan ingen vara. Romska kvinnor i fyra generationer (tillsammans med Jeanette Olsson, 2019, romsk titel: Konik ci kamel te avel korovetso. Romnia anda star generatsi). Flera av böckerna om romer är två- eller flerspråkiga. Exempelvis utgavs Sofia Z-4515 i en tvåspråkig utgåva på svenska och romska/kalderash 2005, och senare i ytterligare en utgåva på rumänska och romska.
2018 gjorde Gunilla Lundgren radioföljetongen Pippi i Rinkeby tillsammans med unga deltagare i en skrivarverkstad. Följetongen handlar om en romsk Pippi som bor i en bil i Rinkeby. Den sändes i Utbildningsradion på svenska och på de fem nationella minoritetsspråken.
Gunilla Lundgren har även skrivit flera så kallade LL-böcker (lättläst för vuxna, utgivna av Centrum för lättläst). En av dessa är Cirkusliv - Ett år med Brazil Jack (i samarbete med fotograf Malcolm Jacobson, 2009).
Ett annat tema i författarskapet är naturen. Flera av dessa böcker bygger på samarbete med fotograf Lars Jacobson. Ett exempel ur deras gemensamma produktion är en serie barnböcker om en pojkes upplevelser i naturen, där Om hösten och vad Malcolm ser i naturen (1978) är den första.
Ett stort antal av hennes böcker är översatta till andra språk, såsom norska, danska, finska, tyska, engelska, nederländska, romska, arabiska, och japanska. Två av Gunilla Lundgrens böcker ingår i Skolverkets läslistor som publicerades 2024.